# Захарово (Воткінський район)
Заха́рово (рос. Захарово) — присілок у Воткінському районі Удмуртії, Росія.
Населення становить 12 осіб (2010, 7 у 2002).
Національний склад (2002):
- росіяни — 100 %

Урбаноніми:
- вулиці — Садова
- провулки — Лісовий